# 伊贝林的约翰 (法学家)
伊贝兰的约翰（法語：Jean d'Ibelin，1215年—1266年12月7日），是13世纪中期耶路撒冷王国重要的贵族（雅法-亚实基伦伯爵、拉姆拉领主）与十字军战士，曾参与了第七次十字军东征并被短暂任命为耶路撒冷王国的代政官（法語：bailli）；他同时也是一位著名的法学家。后世为了区分他和包括他叔叔在内的许多同名者，又称他为雅法的约翰（英語：John of Jaffa）。

## 家庭情况和早年生活
伊贝兰的约翰是塞浦路斯王国的执政官伊贝兰的菲利普和蒙贝利亚尔的爱丽丝的儿子，也是“贝鲁特的老领主”伊贝林的约翰的侄子。他出身于伊贝林家族在塞浦路斯的第一个分支，他的父亲伊贝林的菲利普是塞浦路斯女王的叔叔，他在与耶路撒冷国王布列讷的约翰发生冲突之后离开耶路撒冷王国，举家前往塞浦路斯，并于1218年-1227年期间在塞浦路斯王国担任摄政，奠定了伊贝林家族在塞浦路斯的根基。
1227年，约翰的父亲去世，这一年他13岁。1229年，在第六次十字军东征之后，神圣罗马帝国皇帝腓特烈二世为夺取塞浦路斯的权力，没收了伊贝林家族在塞浦路斯的领地，约翰与他的家人（包括他的妹妹玛利亚）逃离了塞浦路斯，先是逃到托尔托萨的圣殿骑士团城堡，后又前去投奔他的叔叔，“贝鲁特的老领主”伊贝林的约翰，并在伊贝林家族拥有资产的巴勒斯坦北部暂时定居下来。
1232年，他随叔叔的军队参与了卡萨尔英伯特战役（英語：Battle of Casal Imbert），在这场战斗中，他的叔叔被腓特烈在近东的副官里卡多·费兰吉里（義大利語：Riccardo Filangieri）击败，而他在战斗后逃亡阿卡。不久后，他将他在阿卡和凯撒利亚地区的资产卖给了圣殿骑士团与医院骑士团，筹集资金返回塞浦路斯。
返回塞浦路斯后，他继续跟随叔叔，积极地抵抗神圣罗马帝国在塞浦路斯的势力。1232年，他参与了阿格里迪之战（英語：Battle of Agridi），在凯里尼亚山脉的关隘对抗神圣罗马帝国的伦巴第军队，并在战后生擒了逃跑的敌方将领马努佩罗的沃尔特（英語：Walter of Manepeau）。后来他又参与了围攻凯里尼亚的战役。
在此之后的十余年里，约翰的大部分时间都在塞浦路斯度过。他在尼科西亚、莫普和利马索尔附近的埃皮斯科皮拥有土地，并在帕福斯拥有瓦萨城堡。他的姐姐在1235年左右进入由她母亲创立的尼科西亚熙笃会修道院。同时，作为亨利一世国王的近亲，约翰从1232年开始定期出现在塞浦路斯法院，并经常作为证人出现在文件中。他可能是这位年轻国王的亲密顾问之一 。
1238年和1240年左右，他与奇里乞亚亚美尼亚国王海屯一世的妹妹、塞浦路斯国王亨利一世的嫂子巴巴隆的玛丽亚（英語：Maria of Barbaron）结婚。有说法称他可能在1241年负责起草了伊贝林家族和腓特烈二世之间的妥协方案，根据该方案，来自英国的法裔贵族，腓特烈的女婿莱斯特伯爵西蒙·德孟福尔将统治耶路撒冷王国。但这一方案最终未获实施，西蒙也并没有来过圣地。

## 参与第七次十字军东征的经历与之后的人生

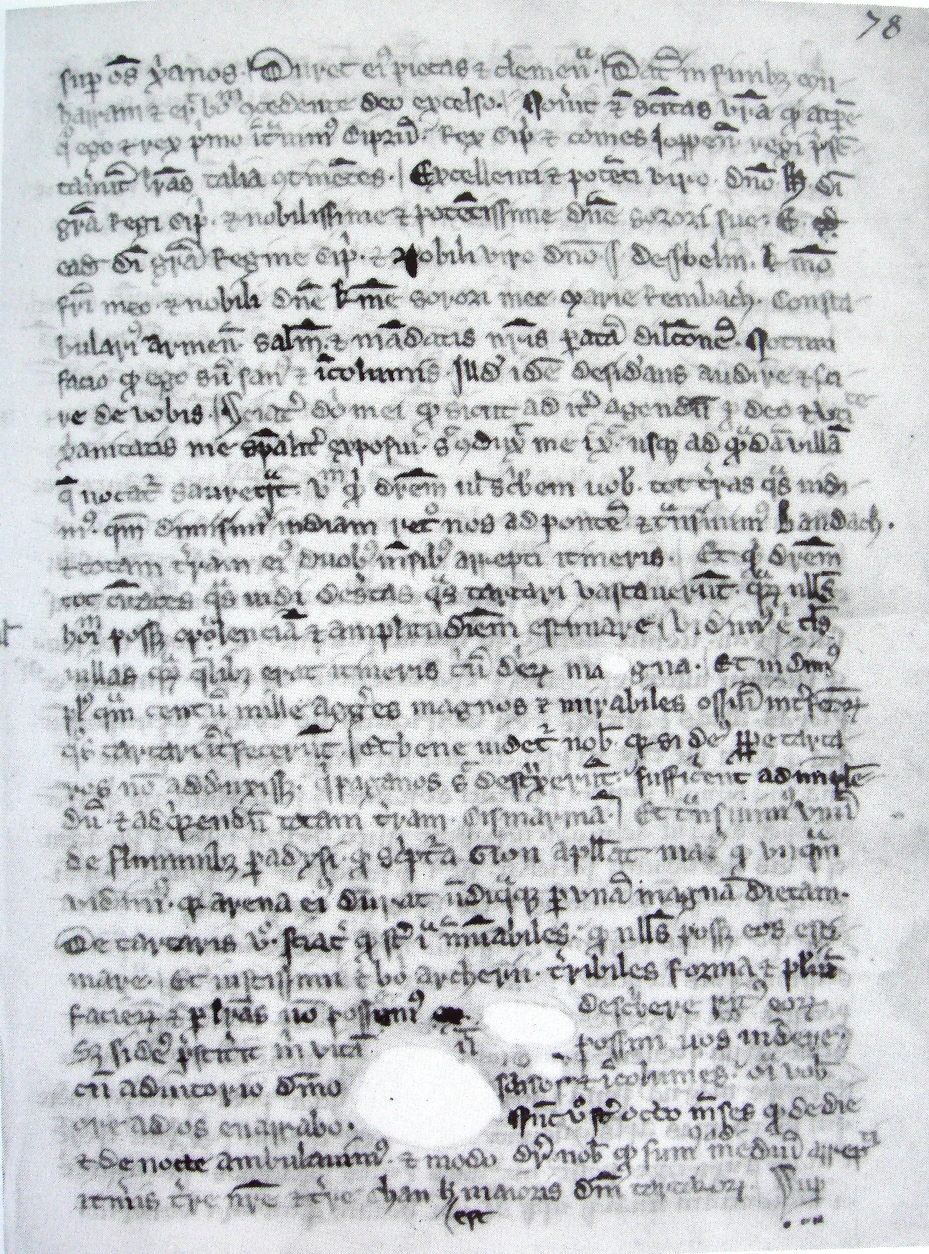
小亚美尼亚的桑帕德给他的姐夫伊贝林的约翰的信

在签订妥协方案之后，伊贝林家族继续与霍亨斯陶芬家族斗争。1241年，因为诸爵十字军，伊贝兰的约翰得以重新夺回伊贝林家族的旧领地拉姆拉，成为拉姆拉领主。次年，贝鲁特的巴利安和蒙福特的菲利普组织部队围攻提尔，从霍亨斯陶芬家族手中夺取了这座城市，约翰参与了这场围攻。
1246年－1248年之间的某个时候，约翰被封为雅法-亚实基伦伯爵。雅法和亚实基伦原属于布列讷的沃尔特四世，他被谋杀后他的儿子布列讷伯爵约翰（塞浦路斯国王亨利一世的侄子）将这两块地卖给了约翰。1247年，亚实基伦被马穆鲁克人从医院骑士团手中夺取。
1249年，约翰参加了第七次十字军东征，并参与了法国国王路易九世对达米埃塔的围攻，战后（1250年4月），他和路易九世一样也被马穆鲁克人俘虏，但稍后被释放。路易九世在1252年被释放，并将部队转移到雅法。此时，约翰在近东享有盛名，他与英格兰国王亨利三世和教宗意诺增爵四世都保持联系，后者在1256年承认约翰爵位的合法性，以换取在尼科西亚建设一座修道院。
亨利一世于1253年去世，路易九世于1254年启程回法国，并委任约翰取代他的堂兄阿尔苏夫的约翰（英語：John of Arsuf）为耶路撒冷的代政官。他被明确排除在 1255 年耶路撒冷与埃及人的停战协定之外。在1256年，约翰和杰弗里·德塞尔吉内斯（法語：Geoffroy de Sergines）攻击了埃及的商队，获得了丰厚的战利品，新的十年停战协定也包括雅法。约翰与大马士革方面谈和，并利用耶路撒冷的兵力进攻亚实基伦，这导致埃及人在1256年围攻雅法。约翰出兵打败了他们。这次胜利后，他把代政官一职交还予阿尔苏夫的约翰。
与此同时，阿卡的热那亚人和威尼斯人之间的贸易冲突，演变成“圣萨巴斯战争”。约翰在这场战争中支持威尼斯人。为了稳定耶路撒冷王国的秩序，约翰和安条克的博希蒙德六世召来塞浦路斯的普莱桑斯太后，为缺席的康拉丁国王担任摄政。此后的1258年，威尼斯人在阿卡击败了热那亚人，迫使热那亚人离开这座城市。随着普莱桑斯进驻阿卡，伊贝林家族在耶路撒冷王国的重要性开始下降，但在1261年左右，约翰与普莱桑斯开始有不正当的婚外情关系，导致他的妻儿与他分居，这甚至使得教宗乌尔班四世发出一封官方信函以示抗议。同年，约翰的妻子玛丽亚回故乡奇里乞亚探亲，在探望了她的父亲巴贝隆的康斯坦丁（英語：Constantine of Baberon）后因病去世。
在1261年与1263年，约翰与他的叔叔“贝鲁特的老领主”约翰与埃及的马穆鲁克苏丹拜巴尔斯进行了两次有关释放俘虏的谈判，但以失败告终。拜巴尔斯在巴勒斯坦与蒙古人作战时，约翰并没有参与任何一方，但雅法此时已被强迫变成马穆鲁克的附庸，马穆鲁克也在利用雅法的港口向埃及运输食物。
约翰于1266年12月7日在尼科西亚去世，享年52岁，并被安葬在那里的道明会教堂。而他与拜巴尔斯的休战也并没有持续下去，后者于1268年占领了雅法。

## 评价
路易九世的警卫兼编年史家让·德·琼维尔（法語：Jean de Joinville）给予约翰很高的评价，他称赞约翰是一位堪称美德模范的骑士。而教宗乌尔巴诺四世一方面赞赏他对穆斯林绝不手软的态度和行动，另一方面则激烈地批评他未能控制自己的欲望，与塞浦路斯王太后通奸。

## 著作
在1264年－1266年间，伊贝兰的约翰基于他在塞浦路斯、耶路撒冷和雅法的高等法院的经历，写了一篇被称作“Livre des Assises”的法律论文。这篇论文内容广泛，不仅涉及所谓的《耶路撒冷审判书》（法律）和耶路撒冷高级法院的审判程序，还包括王国的教会和贵族结构的细节，并列出了王国的每个诸侯欠王室的骑士人数。这篇论文是目前已知黎凡特地区最长的法律论文。这篇论文也被认为是晚期十字军国家文化和法律历史的最重要来源之一。
这篇论文于与其他耶路撒冷王国的法律文书一起被运用于第四次十字军东征后在希腊建立的法兰克十字军国家。1368年塞浦路斯内乱后，该论文被重新运用并修订。1531年，占据塞浦路斯的威尼斯人将这个论文的手稿翻译成意大利语，并存放在威尼斯的圣马可图书馆中。
这篇论文后来在19世纪随着其他耶路撒冷王国的法律文书一起被整合为《十字军东征史家纲要》（法語：Recueil des historiens des croisades），并流传至今。

## 后代
他和妻子小亚美尼亚的玛利亚生下了好几个儿女 ：
儿子：
- 詹姆斯（1240年－1276年7月18日），雅法-亚实基伦伯爵（1266年即位，1268年雅法被马穆鲁克攻下后成为名义上的伯爵），妻子为蒙贝利亚尔的玛丽
- 菲利普（死于1263年之后）
- 居伊（1250年－1304年2月14日），名义上的雅法-亚实基伦伯爵（1276年即位），妻子是瑙玛契亚夫人玛丽（英語：Marie, Lady of Naumachia）
- 约翰（死于1263年之后）
- 海屯
- 奥辛

女儿：
- 玛格丽特（1245年－1317年），塞浦路斯尼科西亚泰尔圣母修道院院长
- 伊莎贝尔（1250年－1298年），嫁给萨万蒂卡尔的桑帕德（英語：Sempad of Servantikar）
- 玛丽（死在1298年之后），经历两段婚姻，第一次与哈穆斯的瓦赫兰（英語：Vahran of Hamousse），第二次与格雷戈里奥斯·塔迪夫（英語：Gregorios Tardif，1298年10月10日）